# Tha Carter V
Tha Carter V es el duodécimo álbum de estudio del rapero estadounidense Lil Wayne. Fue lanzado el 28 de septiembre de 2018 por Young Money Entertainment, Republic Records y Universal. Es su primer álbum no lanzado por Cash Money Records. El álbum incluyen artista como a XXXTentacion, Travis Scott, Nicki Minaj, Kendrick Lamar, Snoop Dogg, Ashanti, Mack Maine y Nivea, así como voces no acreditadas de 2 Chainz. entre otros.

## Lista de canciones
| N.º | Título                                                       | Producer(s)            | Duración |  |
| 1.  | «I Love You Dwayne»                                          |                        | 2:00     |  |
| 2.  | «Don't Cry» (featuring XXXTentacion)                         | Ben Billions           | 4:09     |  |
| 3.  | «Dedicate»                                                   | Galvez                 | 3:09     |  |
| 4.  | «Uproar» (featuring Swizz Beatz)                             | Swizz Beatz            | 3:13     |  |
| 5.  | «Let It Fly» (featuring Travis Scott)                        | Sevn Thomas            | 3:06     |  |
| 6.  | «Can't Be Broken»                                            | Ben Billions           | 3:13     |  |
| 7.  | «Dark Side of the Moon» (featuring Nicki Minaj)              | Bloque                 | 4:02     |  |
| 8.  | «Mona Lisa» (featuring Kendrick Lamar)                       | Infamous               | 5:24     |  |
| 9.  | «What About Me» (featuring Sosamann)                         | Johnny Yukon           | 3:36     |  |
| 10. | «Open Letter»                                                | Infamous               | 4:29     |  |
| 11. | «Famous» (featuring Reginae Carter)                          | Sham "Sak Pase" Joseph | 4:02     |  |
| 12. | «Problems»                                                   | Zaytoven               | 3:28     |  |
| 13. | «Dope Niggaz» (featuring Snoop Dogg)                         | R!O                    | 3:25     |  |
| 14. | «Hittas»                                                     | Jayones                | 3:43     |  |
| 15. | «Took His Time»                                              | FreewayTJay            | 4:22     |  |
| 16. | «Open Safe»                                                  | DJ Mustard             | 3:43     |  |
| 17. | «Start This Shit Off Right» (featuring Ashanti y Mack Maine) | Mannie Fresh           | 4:40     |  |
| 18. | «Demon»                                                      | Cool & Dre             | 3:34     |  |
| 19. | «Mess»                                                       | Infamous               | 3:32     |  |
| 20. | «Dope New Gospel» (featuring Nivea)                          | R!O                    | 3:27     |  |
| 21. | «Perfect Strangers»                                          | Mannie Fresh           | 4:09     |  |
| 22. | «Used 2»                                                     | Metro Boomin           | 4:00     |  |
| 23. | «Let It All Work Out»                                        | Jordan                 | 5:16     |  |

Bonus tracks
| Tha Carter V – Bonus tracks |                                         |              |          |  |
| N.º                         | Título                                  | Producer(s)  | Duración |  |
| 1.                          | «What About Me» (featuring Post Malone) | Johnny Yukon | 3:36     |  |
| 2.                          | «In This House» (featuring Gucci Mane)  | Onhel        | 3:32     |  |
| 3.                          | «Hasta La Vista»                        | Onhel        | 2:51     |  |